# Odontophrynidae
Az Odontophrynidae a kétéltűek (Amphibia) osztályába és  a békák (Anura) rendjébe tartozó  család. A családba tartozó fajok Dél-Amerika déli és keleti területein élnek.

## Rendszerezés
A család eredeti leírója Lynch volt, aki 1969-ben PhD munkájában az akkor elismert Leptodactylidae családba sorolta a fajokat. 2006-ban Frost és társai a Cycloramphidae családba helyezték őket Odontophrynini néven. Pyron és Wiens 2011-ben genetikai vizsgálataikat követően a jelenlegi Odontophrynidae családba sorolta őket.
A családba az alábbi nemek tartoznak:
- Macrogenioglottus Carvalho, 1946
- Odontophrynus Reinhardt & Lütken, 1862
- Proceratophrys Miranda-Ribeiro, 1920